# Neptis maionia
Neptis maionia är en fjärilsart som beskrevs av Hans Fruhstorfer 1908. Neptis maionia ingår i släktet Neptis och familjen praktfjärilar. Inga underarter finns listade i Catalogue of Life.